# Црква Светог Николе у Старом Сланкамену
Црква Светог Николе се налази у Старом Сланкамену, у општини Инђија, подигнута је 1468. године и представља споменик културе од изузетног значаја. Према предању, подигао ју је Вук Гргуровић, у народу познат као Змај Огњени Вук. Најстарији писани помен о цркви из 1501. године потиче са записа попа Ђорђа на четворојеванђељу пивског манастира. Свој данашњи изглед добила је у 18. веку, после многобројних обнова.

## Изглед
Црква је изграђена као једнобродна издужена грађевина са основом у облику триконхоса. Конхе су споља и изнутра полукружне. Цртеж из 1739. године и остаци поткуполних стубаца сведоче о некадашњем постојању куполе. Првобитна припрата, одвојена од наоса зидом, замењена је новом која има трибину дрвене конструкције. Високом барокном звонику 1795. године преуређена је лимена капа. Вишеструко профилисан кровни венац и наглашена вертикална подела фасада потичу из времена барокизације цркве. Остаци архитектонске пластике, који су нађени током обимних истраживања започетих још 1954. године, указује на традицију моравске школе. Једина сачувана фреска са представом Три јерарха помаже датовању сланкаменске цркве на крај 15. или почетак 16. века.
Аутор иконостаса из 1764. године је непознат. Фигуре апостола у трећем и четвртом реду могле би припадати Стефану Тенецком, али за сада то је претпоставка која се заснива искључиво на компарацији. Четири престоне иконе са старијег иконостаса, из 1749. године, приписују се почетној стваралачкој фази Василија Остојића.